# Glenburnie-Birchy Head-Shoal Brook
Glenburnie-Birchy Head-Shoal Brook est une municipalité (town) de l'ouest de Terre-Neuve située à l'ouest du bras sud de la Bonne Baie.

## Géographie
La municipalité de 6,57 km2 comprend trois villages situés sur la côte ouest du bras Sud, soit Glenburnie, Birchy Head et Shoal Brook. La municipalité est enclavée dans le parc national du Gros-Morne. Elle partage sa limite nord avec Woody Point, le reste du territoire étant dans des territoires non-organisés.